# Машинасозлар (станция метро)
«Машинасозлар» (узб. Mashinasozlar — Машиностроителей) — станция Ташкентского метрополитена.
Открыта 7 ноября 1987 года в составе второго участка Узбекистанской линии : «Ташкент» — «Чкаловская».
Расположена между станциями : «Ташкент» и «Дустлик».

## История
Станция закрывалась из-за неблагоприятной экологической обстановки вместе со станцией «Чкаловской» (ныне «Дустлик (Дружба)») дважды:
- 18 сентября 1989 года. Открылась повторно вместе с третьем участком Узбекистанской линии : «Алишера Навои» — «Чор-Су» 6 ноября 1989 года.
- В апреле 1990 года. Открылась в третий раз вместе с четвёртым участком Узбекистанской линии : «Чор-Су» — «Беруни» 30 апреля 1991 года.

До 1 мая 1992 года станция называлась «Ташсельмаш» — получила свое название в честь единственного в бывшем Советском Союзе предприятия, выпускавшего хлопкоуборочные машины — Ташкентского завода сельскохозяйственного машиностроения : «Ташсельмаш».

## Характеристика
Станция : колонная, трехпролётная, мелкого заложения с двумя подземными вестибюлями. Второй вестибюль работал недолгое время после открытия станции в 1987 и в 1991 гг. В конце августа 2024 г. началось его восстановление. Срок окончания работ: конец ноября 2024 г.

## Оформление
Архитектурно-художественное решение станции выполнено из колонн и сборных железобетонных конструкций.
Стены подземного перехода вестибюлей украшены мрамором прозрачного цвета.
Колонны и перекрытия зала украшены красновато-зелёным мрамором Саён-Шуша.

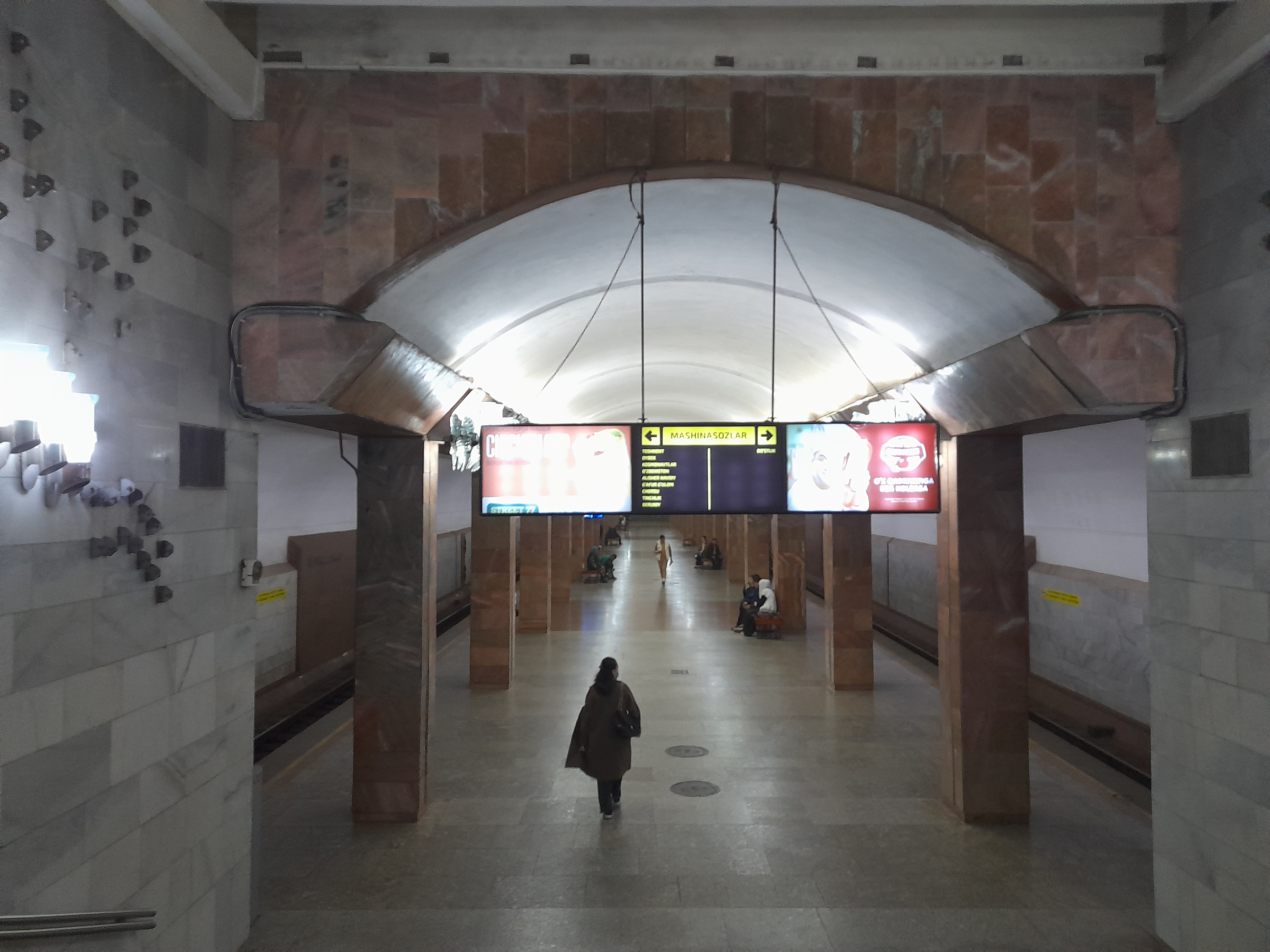
Спуск на станцию с вестибюля.

Выполнены литьевым способом стеклянные электрические светильники, которые установлены в перекрытиях центральной части зала, продолжаются и в боковых стенах лестницы и платформы и завершаются художественной композицией в вестибюле (художник : В. Ган).
В потолке вестибюля установлены электрические светильники, закреплённые на рёбрах, которые скрыты алюминиевыми решётками из-за чего освещение получается рассеянным.
Полы платформенного зала, вестибюлей и подземных переходов покрыты гранитом.